# Blue (película)

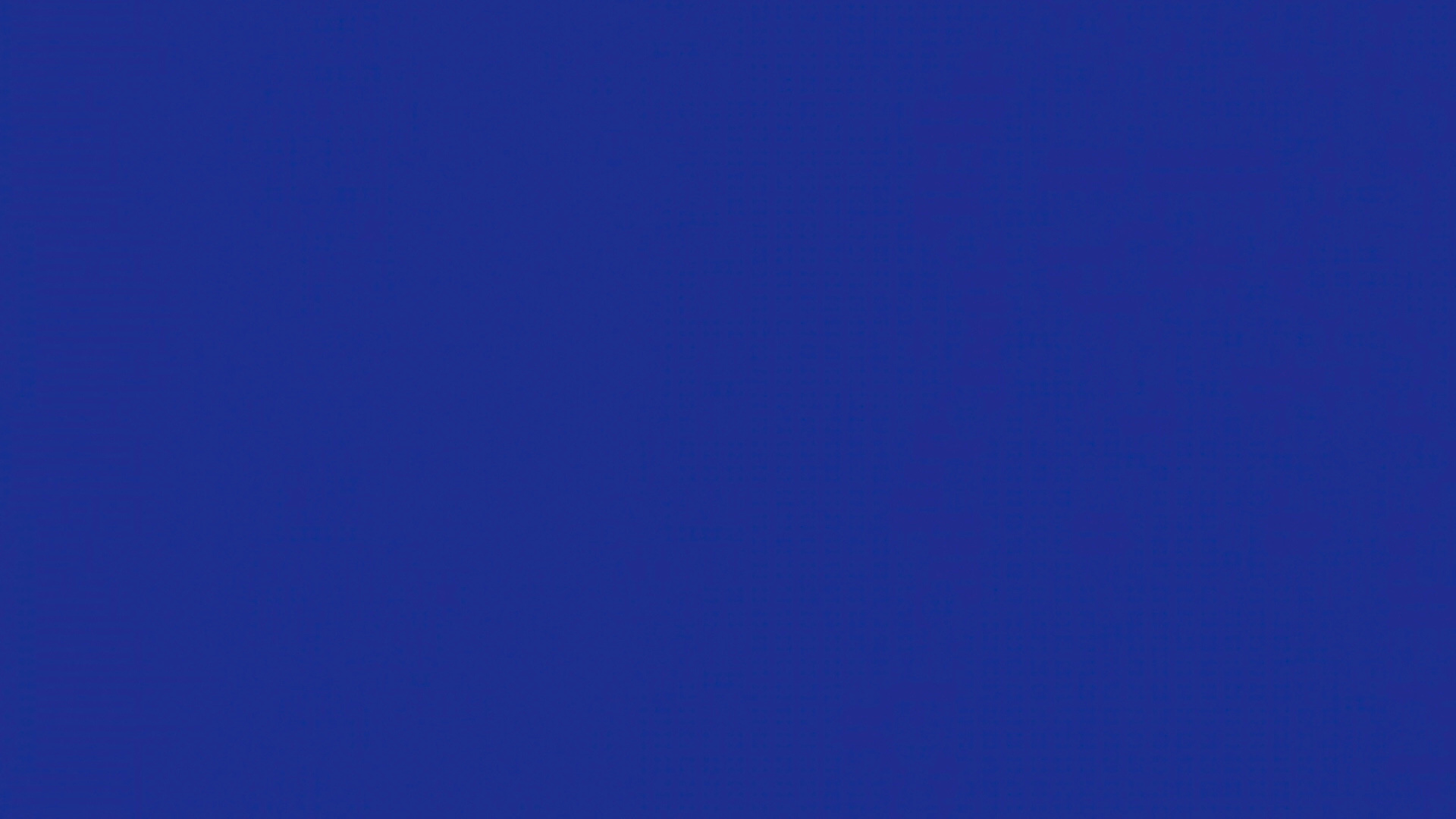
Un fragmento de Blue

Blue es una película dramática británica de 1993 dirigida por Derek Jarman . Es su último largometraje, estrenado cuatro meses antes de su muerte por complicaciones relacionadas con el SIDA . Tales complicaciones ya lo habían dejado parcialmente ciego en el momento del estreno de la película y solo podía ver en tonos de azul.
La película fue su último testamento como cineasta y consiste en una pantalla azul enteramente inmutable con una banda sonora donde la narración de Jarman y algunos de sus colaboradores de mucho tiempo describe su vida y su visión.

## Sinopsis
Blue presenta una pantalla completamente azul durante sus 79 minutos de duración, acompañada por una compleja banda sonora que entrelaza voces, efectos sonoros y música. A través de este dispositivo, la película construye un retrato íntimo de Derek Jarman y sus vivencias tras ser diagnosticado con VIH/SIDA, enfermedad que en ese momento había deteriorado seriamente su visión. El filme aborda también una reflexión estética y filosófica sobre el color azul, desprovista de sentimentalismo, y salpicada ocasionalmente de ironía y humor.
La otra historia cuenta la vida cotidiana de Derek Jarman, un hombre gay que vive en el Londres de los años 90, y las complicaciones de vivir con SIDA. Algunos de los acontecimientos mencionados son realistas y verdaderos, como visitar un café con amigos, hablar sobre la guerra en Sarajevo y tener dificultades con la vida cotidiana, como ponerse la ropa al revés. Otros parecen más oníricos, como cuando Jarman se pregunta qué hay más allá del cielo. Esto contrasta con los pensamientos sobre su salud y el tiempo que le queda hasta morir, el debilitamiento de su cuerpo y la eventual pérdida de su vista.
También hay un puñado de secciones en las que Jarman sueña despierto. La narración menciona caminar por el cielo y preguntarse cómo sería un astronauta.
Los momentos finales de la película consisten en un conjunto de nombres que se repiten. "Juan. Daniel. Howard. Graham. Terry. Paul". Estos nombres son todos de antiguos amantes y amigos de Jarman que murieron de SIDA.
El propio Jarman sucumbió al SIDA el 19 de febrero de 1994 a la edad de 52 años, apenas unos meses después del estreno de la película.

## Reparto y voces
La película no cuenta con actores en pantalla. Las voces que se oyen en la banda sonora corresponden a:
- Juan Quentin
- Nigel Terry
- Derek Jarman
- Tilda Swinton

## Música
La banda sonora fue compuesta por Simon Fisher Turner, con la colaboración de Momus y otros artistas. La música, junto con los efectos sonoros y la narración, es parte fundamental de la experiencia sensorial y narrativa de la película.

## Estilo y recepción
La propuesta estética de Blue ha sido ampliamente comentada por su carácter innovador y minimalista. La decisión de eliminar toda imagen figurativa y limitar el componente visual a un campo azul fue interpretada como un gesto radical de resistencia artística ante la enfermedad y como una reflexión sobre la pérdida, la identidad y la percepción sensorial.
Pese a su carácter experimental, Blue fue bien recibida por la crítica especializada y es considerada una obra de culto dentro del cine queer y del cine de autor de finales del siglo XX. También ha sido objeto de análisis en disciplinas como la filosofía del arte, los estudios visuales y la teoría queer.

## Blue (libro)
Además de su versión cinematográfica, Blue fue publicado también en formato libro que reproduce íntegramente el guion y la narración de la película. Publicado originalmente tras el estreno del filme, por la editorial David Zwirner Books, este volumen ofrece una experiencia literaria de la obra, permitiendo una aproximación íntima y reflexiva al texto y las imágenes mentales que evoca.
El libro funciona como un testimonio poderoso de la lucha de Derek Jarman contra el VIH/SIDA, capturando la fragilidad de su cuerpo y mente con un lenguaje lírico y evocador. A través de escenas cotidianas y momentos oníricos, Blue en su versión impresa transmite la complejidad de la enfermedad y la resistencia artística, mostrando cómo el color azul se convierte en un símbolo recurrente de memoria, emoción y percepción.
La publicación incluye además una introducción de Michael Charlesworth que establece un diálogo entre el texto y la producción pictórica de Jarman, enriqueciendo la comprensión del proyecto Chroma, del que Blue es el último capítulo. David Zwirner Books
Este libro ha sido valorado como una obra fundamental para entender la intersección entre arte, enfermedad y activismo, y complementa la experiencia audiovisual de la película con una lectura profunda y poética.

## Blue Description Project
Blue Description Project es una intervención artística contemporánea sobre Blue, la película de culto de Derek Jarman, producida en 2024 por los artistas y escritores Liza Sylvestre y Christopher Jones, en colaboración con la investigadora Sarah Hayden. La propuesta explora las posibilidades estéticas y políticas de la accesibilidad mediante el subtitulado, la audiodescripción y la traducción signada, incorporando una capa adicional de descripción visual y sonora que enriquece la experiencia sensorial del filme original.
El proyecto se presentó por primera vez en español el 13 de junio de 2025 en el Museo Reina Sofía, en el marco de las jornadas Cotidiana vida: ropa, casa, peli, comida, organizadas por el Área de Educación del museo en colaboración con Fundación ONCE. Esta versión incluye la traducción de las distintas capas de subtitulado, interpretación en directo en Lengua de Signos Española (ILSE), traducción simultánea y audiodescripción en español.
La proyección estuvo acompañada de un coloquio moderado por Maite Barrera, comisaria y experta en arte y discapacidad. Con esta actividad se propició una lectura expandida de Blue, incorporando nuevas voces y experiencias vinculadas a la discapacidad, el lenguaje y la percepción sensorial.
Blue Description Project se configura como un proyecto colaborativo en el que participan artistas con discapacidad, estudiantes y académicos, y representa una contribución significativa a los debates contemporáneos sobre accesibilidad, traducción y prácticas artísticas críticas.